# Fabrizio Peralta
Fabrizio Peralta, né le 2 août 2002 à Asuncion au Paraguay, est un footballeur paraguayen jouant au poste de milieu défensif au Cerro Porteño, en prêt de Cruzeiro EC.

## Biographie

### En club
Né à Asuncion au Paraguay, Fabrizio Peralta est formé par le Club Guaraní avant de rejoindre le Cerro Porteño, où il poursuit sa formation. Il joue son premier match en professionnel avec ce club, le 3 juin 2023, lors d'une rencontre de championnat face au Club Libertad. Il entre en jeu à la place de Rafael Carrascal (en) et son équipe s'impose par deux buts à zéro.
Le 4 octobre 2023, Peralta prolonge son contrat avec le Cerro Porteño, étant alors lié au club jusqu'en décembre 2026. Le 25 octobre 2023 il marque son premier but en professionnel, lors d'une rencontre de championnat face au Club Sportivo Trinidense. Titulaire, il contribue à la victoire de son équipe par cinq buts à deux. Le 2 décembre de la même année, Peralta réalise son premier doublé, à l'occasion d'un match de championnat face au Club Guaraní. Titulaire, il contribue au succès de son équipe ce jour-là (4-0 score final),. S'étant imposé comme un joueur régulier de l'équipe première en cette fin d'année 2023, il est alors perçu comme l'un des grands espoirs du club, où plusieurs observateurs lui voient un bel avenir européen.

### En sélection
Fabrizio Peralta représente l'équipe du Paraguay des moins de 17 ans. Avec cette sélection il participe au Championnat de la CONMEBOL des moins de 17 ans en 2019, marquant trois buts dans ce tournoi.
Toujours avec les moins de 17 ans, il participe à la coupe du monde des moins de 17 ans en 2019. Lors de ce mondial junior organisé au Brésil il joue cinq matchs dont quatre en tant que titulaire. Son équipe est éliminée en quarts de finale par les Pays-Bas (4-1 score final).
Avec l'équipe du Paraguay des moins de 23 ans il participe au Tournoi pré-olympique de la CONMEBOL 2024. Il se fait remarquer durant ce tournoi en marquant le but vainqueur de son équipe face au Brésil (0-1 score final).
Fabrizio Peralta est appelé pour la première fois avec l'équipe nationale du Paraguay par le sélectionneur Daniel Garnero en mars 2024 mais ne joue aucun match. En mai 2024, il est de nouveau appelé avec l'équipe nationale du Paraguay. Le 12 juin 2024, il honore sa première sélection avec le Paraguay lors d'un match amical face au Chili. Il est titularisé et son équipe est battue sur le score de trois buts à zéro.

## Statistiques

### En sélection nationale
| Saison                | Sélection             | Phases finales        | Phases finales | Phases finales | Phases finales | Éliminatoires CDM | Éliminatoires CDM | Éliminatoires CDM | Matchs amicaux | Matchs amicaux | Matchs amicaux | Total | Total | Total |
| Saison                | Sélection             | Compétition           | M              | B              | Pd             | M                 | B                 | Pd                | M              | B              | Pd             | M     | B     | Pd    |
| --------------------- | --------------------- | --------------------- | -------------- | -------------- | -------------- | ----------------- | ----------------- | ----------------- | -------------- | -------------- | -------------- | ----- | ----- | ----- |
| 2023-2024             | Paraguay              | Copa América 2024     | 0              | 0              | 0              | -                 | -                 | -                 | 1              | 0              | 0              | 1     | 0     | 0     |
| Total sur la carrière | Total sur la carrière | Total sur la carrière | 0              | 0              | 0              | -                 | -                 | -                 | 1              | 0              | 0              | 1     | 0     | 0     |